# (15875) 1996 TP66
(15875) 1996 TP66 (o 1996 TP66) és un objecte transneptunià (TNO) amb ressonància orbital 2:3 amb Neptú, i és similar a Plutó (plutí). Va ser descobert a l'11 d'octubre de 1996 per Chad Trujillo, David C. Jewitt, i Jane X. Luu a l'Observatori de Mauna Kea Observatory (MKO), Hawaii.

## Òrbita
Aquest plutino es troba actualment a 27 AU del Sol, i va arribar al seu periheli (q=26,3 AU) el 2000. Això vol dir que aquest petit plutino està actualment a l'interior de l'òrbita del planeta Neptú. Igual que Plutó, aquest plutino passa part de la seva òrbita més proper al Sol que Neptú. Igual que tots els objectes de ressonància trans-neptuniana, la seva òrbita està dominat per Neptú. Simulacions fets per l'Estudi de l'Eclíptica Profunda (Deep Ecliptic Survey, DES) mostren que durant els propers 10 milions anys, el (15875) 1996 TP66 pot adquirir una distància de periheli (Qmín) tan petit com 25,9 AU.
| Òrbita Aquest petit plutino està a l'interior de l'òrbita de Neptú, encara que segons seva ressonància trans-neptunià, la seva òrbita està dominat per Neptú. | Ressonància El moviment de (15875) 1996 TP66 (vermell) i Plutó (gris) en una rotació amb un període igual al període orbital de Neptú. (Neptú es manté estacionari.) |

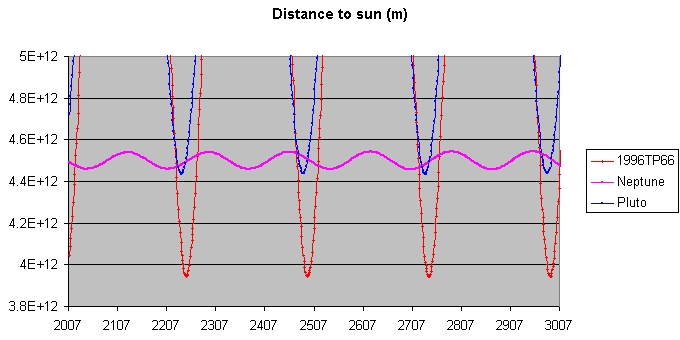
Dibuix de la distància al Sol de Neptú (rosa), Plutó (blau), i de (15875) 1996 TP_{66} (taronja) durant un període de 1.000 anys.

El planeta nan Huya i el plutino (120216) 2004 EW95 també estan en l'actualitat dins de l'òrbita de Neptú.
Càlculs fets pel Minor Planet Center en 1997 va demostrar que l'excentricitat orbital ve dins de 6,9 ua d'Urà i es queda més de 22,6 ua de Neptú durant un període de 14.000 anys centrat en el present.

## Propietats físiques
Les dimensions de (15875) 1996 TP66 van ser estimades per l'Observatori Espacial Herschel en 154,0+28,8
−33,7 km. L'objecte té una superfície molt vermella en l'espectre visible i no té trets distintius en l'espectre d'infrarojos.